# 中国国家盲人足球队
中国国家盲人足球队组建于成立于2006年11月，代表中国参加国际级别的五人制（盲人）足球比赛。中国国家盲人足球队成立后参加的首次国际比赛是2007年在希腊举办的国际盲人五人制足球锦标赛，在这次比赛中，中国盲人足球队取得了第三名的成绩，而同一年在韩国举办的亚洲杯盲人五人制足球赛中，球队则获得了冠军。
与中国国家足球队不同的是，中国盲人足球队是支业余球队，除了足球之外，教练和球员均有各自的职业。

## 主要成绩
- 2007年：希腊盲人足球国际锦标赛季军
- 2007年：第二届亚洲盲人足球锦标赛冠军
- 2008年：北京残奥会亚军
- 2009年：第三届亚洲盲人足球锦标赛冠军
- 2009年：世界盲人足球友谊赛季军
- 2010年：世界盲人足球锦标赛季军
- 2010年：广州亚残会冠军
- 2010年：第4届世界盲人运动会季军[3]
- 2019年：亚洲盲人足球锦标赛冠軍[4]